# Dacarbazine
La dacarbazine est un agent chimiothérapeutique anticancéreux utilisé dans le traitement de divers cancers, dont le mélanome malin, le lymphome hodgkinien, le sarcome touchant les cellules des îlots et le cancer du pancréas. La dacarbazine est normalement administrée par injection ou par perfusion intraveineuse sous la supervision immédiate d'un médecin ou d'une infirmière.

## Histoire
La dacarbazine a obtenu l'approbation de la FDA en mai 1975 en tant que DTIC-Dome. Le médicament a été commercialisé par Bayer à l'époque.

## Utilisation
À la mi-2006, la dacarbazine est couramment utilisée dans le traitement du mélanome métastatique. Pour traiter le lymphome de Hodgkin elle est généralement associée à l'Adriblastine (nom chimique doxorubicine), à la Bléomycine, et au Velbé (nom chimique vinblastine) dans le protocole ABVD.

### Effets secondaires
Comme de nombreux médicaments de chimiothérapie, la dacarbazine peut avoir de nombreux effets secondaires graves, car elle interfère avec la croissance des cellules normales, ainsi que la croissance des cellules cancéreuses. Parmi les plus graves effets secondaires possibles, il y a les malformations à la naissance des enfants conçus ou portés par la mère au cours du traitement, la stérilité (qui peut être permanente) ou la déficience immunitaire (diminution de la capacité à combattre l'infection ou la maladie). La dacarbazine est considérée comme très émétique, et la plupart des patients auront besoin d'autres médicaments antiémétiques comme le Palonosetron ou l'aprépitant. Autres effets secondaires : maux de tête, fatigue et parfois diarrhée.

## Expérimentation
- Dacarbazine + Oblimersen, dans les essais cliniques contre le mélanome malin
- Dacarbazine + Ipilimumab, dans les essais cliniques contre le mélanome métastatique avancé[3]
- Dacarbazine + Vemurafenib, dans les essais cliniques contre le mélanome métastatique avancé[4]

## Divers
La dacarbazine fait partie de la liste des médicaments essentiels de l'Organisation mondiale de la santé (liste mise à jour en avril 2013).